# 마이툭후이
마이툭후이(베트남어: Mai Thúc Huy / 梅叔輝 매숙휘, ? ~ 723년)는 제3차 중국의 베트남 지배 시기에 당나라의 통치에 저항한 봉기군의 지도자이다.

## 생애
마이툭로안의 아들로서 당나라의 토벌군에 의해 마이툭로안이 패하고 얼마 안 가 죽자 잔여 세력들에 의해 옹립되었다. 마이티에우데(베트남어: Mai Thiếu Đế / 梅少帝 매소제)라고도 불리며, 저항을 계속하였지만 723년에 당나라군에 의해 살해되었다.